# Шри Шри Рави Шанкар
Шри Шри Рави́ Шанка́р (англ. Sri Sri Ravi Shankar, там. ஸ்ரீ ஸ்ரீ ரவி ஷங்கர்; род. 13 мая 1956, Папанасам, штат Тамилнад, Республика Индия) — индийский гуру и общественный деятель, основатель международной организации «Искусство жизни». Основатель международного форума «За этику в бизнесе».
Кавалер ордена «Падма вибхушан» (2016). В 2009 году занял 5 место в списке 7 самых влиятельных людей Индии по версии журнала Forbes India.

## Биография
Родился 13 мая 1956 года в Папанасаме (штат Тамилнад, Индия) в семье Висалакши (Вишалам) Ратнам и Р. С. Венкат Ратнам. Младшая сестра — Бханумати Нарасимха, директор программ по расширению прав и возможностей женщин и уходу за детьми в фонде «Искусство жизни».
Получил имя «Рави» (в переводе с хинди — солнце), поскольку днём его рождения было воскресенье, и «Шанкар» в честь индуистского святого Ади Шанкара.
Первым учителем Рави Шанкара был Судхакар Чатурведи, близко знавший Махатму Ганди. В 1970 году получил бакалавра естественных наук в Колледже Святого Иосифа Бангалорского университета. Стал сопровождать в поездках своего второго учителя — Махариши Махеш Йоги, вместе с которым участвовал в выступлениях, где рассказывал про Веды, а также проводил занятия по трансцендентальной медитации и аюрведе по ведическому подходу Махариши к здоровью.
В 1980 году начал проводить по всему миру курсы, на которых обучал людей сударшан крие — дыхательной технике, направленной на снятие стресса и успокоение ума. После появления сударшан крии Шри Шри Рави Шанкар начал делиться этим знанием с другими через курсы «Искусство жизни», первый из которых состоялся в Шимоге.
В 1985 году открыл первую школу к югу от Бангалора для местных сельских детей, которая действует до сих пор и, в настоящее время, обеспечивает бесплатное образование для 2330 детей. Данная программа расширяется ежегодно и включает около 702 школ в сельских районах Индии, где учатся более 70 000 детей, 95% из них первые в своей семье получают образование в школе.
В 1983 году Шри Шри Рави Шанкар провёл первый курс «Искусство жизни» в Европе, в Швейцарии. В 1986 году он провёл первый курс в США, в Калифорнии.
В 1990-х годах Шри Шри Рави Шанкар инициировал ряд гуманитарных проектов. Так, в 1992 году Шри Шри Рави Шанкар начал проводить программы в тюрьмах для реабилитации заключённых и помощи им в возвращении в «мирное русло», а в 1997 году создал Международную ассоциацию за общечеловеческие ценности и программу «5Н» (Homes for the homeless, Health care, Hygiene, Human Values and Harmony in diversity), целью которой было объявлено обеспечение устойчивого развития в сельских районах и возрождение человеческих ценностей.
Рави Шанкар посетил Пакистан в 2004 году и Ирак (по приглашению премьер-министра Нури аль-Малики) в 2007 году.
Шри Шри Рави Шанкар активно участвует в межрелигиозных диалогах. Через межконфессиональные встречи на высшем уровне в 2008 и 2010 году Шри Шри Рави Шанкар, вместе с другими лидерами, участвовал в борьбе против ВИЧ. В июле 2013 года на встрече в штаб-квартире UNAIDS в Женеве поднял вопросы профилактики ВИЧ, гендерного насилия, кастовости и дискриминации.

## Сударшан крия
Сударшан крия (англ. Sudarshan Kriya) — дыхательная техника, которая была создана Шри Шри Рави Шанкаром в 1982 году. Она является одним из основных компонентов курсов «Искусство жизни». Сударшан крия включает в себя пранаяму с дыханием «уджай» (Ujjai) и «бхастрика» (Bhastrika), а затем ритмичное дыхание в позе «сукасана» (Sukasana).
В исследовании 2000 года получен результат с улучшением самочувствия пациентов с диагностированной меланхолией. В исследовании принимали участие 45 испытуемых.
Сударшан крия и другие упражнения йоги используются в альтернативной медицине.
Подобно другим дыхательным техникам, сударшан крия рекомендуется для управления стрессом и улучшения психофизиологического состояния человека.

## Награды

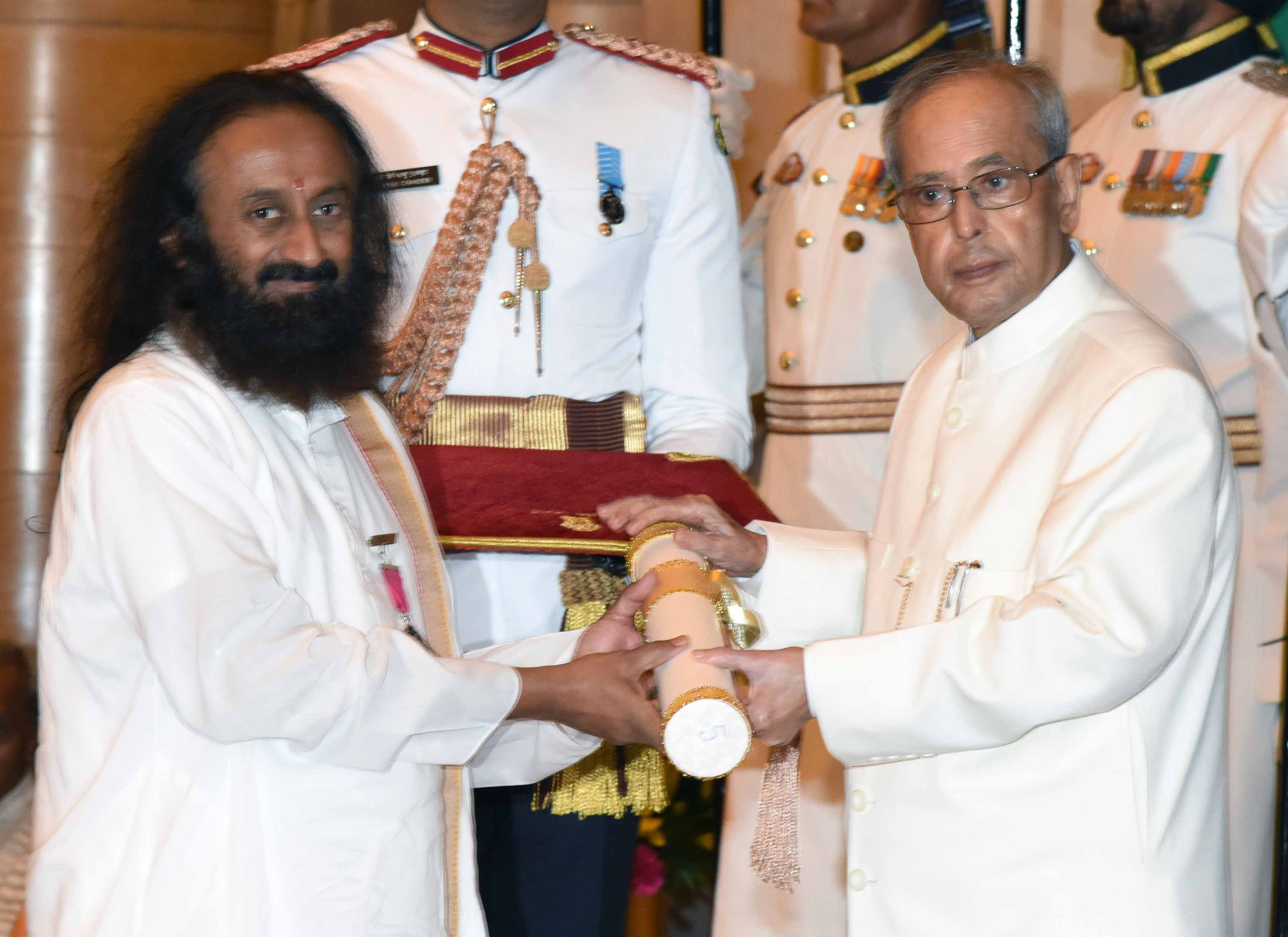
Президент Индии Пранаб Мукерджи вручает Шри Шри Рави Шанкару орден Падма Вибхушан на церемонии в Раштрапати-Бхаван, 28 марта 2016 года

- 2002 — Награда «Птица Феникс» города Атланта[36]
- 2002 — Благодарственное письмо Парламент штата Нью-Джерси «За содействие в проявлении лучших человеческих черт и качеств и достижении устойчивого развития в беднейших сельских сообществах»
- 2004 — Награда «Бхарат Широмани»[37]
- 2004 — Награда «Прославленный гость» за распространение мира по всему миру[38]
- 2006 — Орден Полярной звезды (наивысшая военная и гражданская награда Монголии)[39]
- 2009 — Награда Всемирного культурного форума «Культура в равновесии»[40]
- 2012 — «Orden Nacional al Mérito Comuneros» (государственная награда Парагвая)[41][42][43][44]
- 2013 — Премия Ганди — Кинга — Икеды[англ.][45]
- 2015 — «Орден демократии имени Симона Боливара»[46][47]
- 2016 — «Падма вибхушан» (вторая из высших государственных гражданских наград Индии)[48]
- 2022 — Большая лента Почётного ордена Жёлтой звезды (Суринам)[49]

## Почётные звания
- Профессор Honoris Causa, Университет Сент Иштван, 2009
- Доктор филологии Honoris Causa, Бангалорский университет, 2009
- Доктор филологии Honoris Causa, Нагарджуна университет, 2008
- Доктор филологии Honoris Causa, Махараджа университет, 2007
- Доктор наук, Университет медицинских наук имени Раджива Ганди, 2007
- Доктор философских наук, Открытый международный университет дополнительной медицины, 2006
- Почётный доктор Университета Кувемпу, 2004
- С 2005 года член Коллегии стипендиатов Мартина Лютера[50]
- 17 городов установили ежегодный «День Шри Шри Рави Шанкара». В США это Милуоки (с 2010 г.), Денвер (с 2010 г.), Ирвинг, (с 2008 г.), Едисон (с 2008 г.), Помона (с 2007 г.), Атланта (с 2002 г.) , Остин (с 2002 г.), Чикаго (с 2002 г.), Беверли Хиллс (с 2002 г.), Вашингтон (с 2000 г.);[51] в Канаде: Оттава (с 2006 г.), Галифакс (с 2006 г.), Эдмонтон (с 2006 г.), Ричмонд (с 2006 г.), Суррэй (с 2006 г.), Виндзор (с 2006 г.), Регина (с 2006 г.)[50]

## Сочинения
- An Intimate Note to the Sincere Seeker; Vol. 1: ISBN 1-885289-29-4, Vol. 2: ISBN 1-885289-30-8, Vol. 3: ISBN 1-885289-33-2, Vol. 4: ISBN 1-885289-36-7, Vol. 5: ISBN 1-885289-38-3, Vol. 6: ISBN 1-885289-40-5, Vol. 7: ISBN 1-885289-41-3
- Buddha: manifestation of silence, ISBN 81-89291-91-2
- 1999 — Be A Witness: The Wisdom of the Upanishads, 106 pp. ISBN 81-7621-063-3
- 2000 — God Loves Fun, 138 pp. ISBN 1-885289-05-7
- 2001 — Celebrating Silence: Excerpts from Five Years of Weekly Knowledge 1995—2000, 206 pp. ISBN 1-885289-39-1
- Celebrating Love ISBN 1-885289-42-1
- 2005 — Narada Bhakti Sutra, 129 pp. ISBN 81-7811-029-6
- Hinduism & Islam, the common thread, 34 pp, 2002
- Secrets of Relationships, Arktos, 2014
- Patanjali Yoga Sutras, Arktos, 2014
- Ashtavakra Gita, 2010, ISBN 9380592833[52]
- Management Mantras, Arktos, 2014
- Know Your Child: The Art of Raising Children, Arktos, 2014

Переводы на русский язык
- Мантры менеджмента. Ключи к эффективному менеджменту и руководству. — М.: ИПЛ, 2016. — 160 с.
- Аштавакра Гита. Комментарии Шри Шри Рави Шанкара. — М.: ИПЛ, 2016. — 432 с.
- Комментарии к Йога-сутры Патанджали. Часть 1. — М.: ИПЛ, 2017. — 176 с.
- Мудрость нового тысячелетия. — М.: ИПЛ, 2018. — 176 с.
- Волны красоты. Беседы Шри Шри Рави Шанкара о красоте и Библии. — М.: ИПЛ, 2018. — 176 с.